# التاريخ الاجتماعي للمملكة المتحدة (1945–الآن)
بدأ التاريخ الاجتماعي للمملكة المتحدة منذ عام 1945 في أعقاب الحرب العالمية الثانية. كانت المملكة المتحدة واحدة من المنتصرين، لكن النصر كان مكلفًا من الناحيتين الاجتماعية والاقتصادية. وهكذا، كانت أواخر الأربعينيات من القرن العشرين فترة من التقشف والقيود الاقتصادية، ما مهد الطريق للازدهار في الخمسينيات. فاز حزب العمال، بقيادة نائب رئيس الوزراء في زمن الحرب كليمنت أتلي، في الانتخابات العامة التي تلت الحرب في عام 1945 فوزًا ساحقًا غير متوقع، وشكّل أول حكومة للأغلبية على الإطلاق. حكم حزب العمال حتى عام 1951، ومنح الاستقلال للهند في عام 1947. أصبحت معظم المستعمرات الكبرى الأخرى في الخارج مستقلة في أواخر الخمسينيات وأوائل الستينيات من القرن العشرين. تعاونت المملكة المتحدة عن كثب مع الولايات المتحدة خلال الحرب الباردة بعد عام 1947، وفي عام 1949؛ وساعدت في تشكيل الناتو كحلف عسكري ضد تفشّي الشيوعية السوفيتية. بعد نقاش طويل وتشكّك مبدئي، انضمت المملكة المتحدة إلى السوق الأوروبية المشتركة إلى جانب أيرلندا والدنمارك في 1 يناير 1973، لكنها صوتت لمغادرة الاتحاد الأوروبي في استفتاء عُقد على مستوى البلاد في 23 يونيو 2016. وضعت الهجرة من جنوب آسيا والهند الغربية وأوروبا الشرقية الأسسَ لمجتمع بريطانيا المعاصر متعدد الثقافات الذي نعرفه اليوم، بينما تراجعت بشكل حاد الطوائف الأنجليكانية التقليدية وغيرها من الطوائف المسيحية الأخرى.
عاد الازدهار في خمسينيات القرن العشرين، ووصل إلى الطبقة الوسطى، والطبقة العاملة إلى حد كبير في جميع أنحاء بريطانيا. ظلت لندن مركزًا عالميًا للتمويل والثقافة، لكن الأمة لم تعد قوة عظمى. في السياسة الخارجية، دعمت المملكة المتحدة بلدان الكومنولث (في المجال الاقتصادي) وحلف شمال الأطلسي (في المجال العسكري). في السياسة الداخلية، شهد وفاق ما بعد الحرب اتفاق قيادة حزب العمال وحزب المحافظين إلى حد كبير على السياسات الكينزية، المتمثلة في دعم النقابات العمالية، وتنظيم الأعمال التجارية، وتأميم العديد من الصناعات القديمة. خفّف اكتشاف نفط بحر الشمال من بعض الضغوط المالية، لكن سبعينيات القرن العشرين شهدت نموًا اقتصاديًا بطيئًا، وارتفاعًا في معدلات البطالة، وتصاعدًا في الاضطرابات العمالية. ازداد انحسار التصنيع أو فقدان الصناعات الثقيلة -وخاصة في مناجم الفحم وبناء السفن والتصنيع- بعد عام 1970 مع تحول الاقتصاد البريطاني إلى اقتصاد خدميّ. حافظت لندن وجنوب شرق إنجلترا على الرخاء الذي عهدته، إذ أصبحت لندن المركز المالي الرائد في أوروبا ولعبت دورًا رئيسًا في الشؤون العالمية.
توسّع التعليم العالي بسرعة، واجتذب متعلّمين من كل أنحاء العالم، واحتدم النقاش حول التأثير النخبوي لمدارس القواعد. تحسّن وضع المرأة ببطء، وظهرت ثقافة الشباب منذ الستينيات من القرن العشرين بمشاهير عالميين بارزين مثل: فرقتيّ البيتلز، والرولينغ ستونز والأميرة ديانا. رفضت رئيسة الوزراء من حزب المحافظين، مارغريت تاتشر (1979-1990) وفاق ما بعد الحرب في الثمانينيات، وخصخصت معظم الصناعات المملوكة للدولة، وعملت على إضعاف قوة النقابات العمالية وتأثيرها. قبل رئيس حزب العمال الجديد وقتها توني بلير (1997-2007) معظم سياسات تاتشر الاقتصادية. وأصبح تداول السلطات موضوعًا رئيسيًا، إذ اكتسبت اسكتلندا وويلز المزيد من الحكم المحلي بعد الاستفتاءات التي عُقدت في عام 1997. في عام 2014، أُجري استفتاء بشأن استقلال اسكتلندا، وصوتت اسكتلندا بنسبة 55% إلى 45% لتبقى جزءًا من المملكة المتحدة.

## فترة ما بعد الحرب

### عصر التقشف

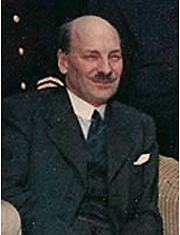
شغل كليمنت أتلي منصب رئيس الوزراء من عام 1945 حتى عام 1951.

في مايو 1945، انحلّ الائتلاف الحاكم، ما أدى إلى إجراء الانتخابات العامة التي طال انتظارها عام 1945. فاز حزب العمال بأقل من 50% بقليل من الأصوات وبأغلبية بلغت 145 مقعدًا. أعلن رئيس الوزراء الجديد كليمنت أتلي «هذه هي المرة الأولى في تاريخ البلاد التي تحصل فيها حركة عمالية ذات سياسة اشتراكية على موافقة الناخبين».
خلال الحرب، أظهرت الاستطلاعات أن الرأي العام يتجه نحو اليسار لصالح الإصلاح الاجتماعي الواسع. ربط الجمهور حزب المحافظين بالفقر والبطالة واسعة النطاق التي شهدتها البلاد في فترة ما بين الحربين. يشير المؤرخ هنري بيلينغ، مع ملاحظة أن استطلاعات الرأي أظهرت تقدمًا ثابتًا لحزب العمال بعد عام 1942، إلى التأرجح المعتاد ضد الحزب في السلطة؛ فقدان المحافظين للمبادرة؛ مخاوف واسعة من العودة إلى معدلات البطالة المرتفعة كما في ثلاثينيات القرن العشرين؛ الفكرة بأن التخطيط الاشتراكي سيكون أكثر كفاءة في إدارة الاقتصاد؛ والاعتقاد الخاطئ بأن تشرشل سيبقى في منصب رئيس الوزراء بغض النظر عن النتيجة. بمعنى أن جميع البريطانيين انخرطوا في «حرب شعبية» واستحقوا جميعًا مكافأة الناخبين المتحمّسين.
مع انتهاء الحرب وانقضاء قانون الإعارة والاستئجار الأمريكي فجأة وبشكل غير متوقع، كانت وزارة الخزانة على وشك الإفلاس وبلغت تكلفة برامج حزب العمال الجديدة مبالغ طائلة. لم يصل الاقتصاد إلى مستويات ما قبل الحرب حتى خمسينيات القرن العشرين. سميت السنوات التي تلت الحرب مباشرة بعصر التقشف.
كادت الحرب تهوي ببريطانيا نحو الإفلاس، في حين حافظت البلاد على إمبراطورية عالمية في محاولة للبقاء كقوة عالمية. كانت تدير قوة جوية كبيرة وجيشًا من المجندين. لولا قانون الإعارة والاستئجار، لكان الإفلاس يلوح في الأفق. حصلت الحكومة على قرض منخفض الفائدة بقيمة 3.75 مليار دولار من الولايات المتحدة في ديسمبر 1945. استلزمت إعادة الإعمار التقشف المالي من أجل زيادة عائدات التصدير إلى الحد الأقصى، في حين كانت المستعمرات البريطانية وغيرها من الدول العميلة مطالَبة بالاحتفاظ باحتياطياتها بالجنيه «كأرصدة إسترليني». جاء مبلغ 3.2 مليار دولار إضافي -ليس من الضروري تسديده- من مشروع مارشال الأمريكي في 1948-1952، لكن المشروع تطلّب من بريطانيا تحديث ممارساتها التجارية وإزالة الحواجز التجارية. كانت بريطانيا مؤيّدًا متحمسًا لمشروع مارشال وسخّرته كأداة لتعزيز الوحدة الأوروبية بشكل مباشر. شاركت بريطانيا بحماس في تأسيس التحالف العسكري لحلف الناتو الذي تشكّل عام 1949 ضد السوفييت.
استمر التقنين -وخاصة تقنين المواد الغذائية- في سنوات ما بعد الحرب، إذ حاولت الحكومة السيطرة على الطلب وإنعاش الاقتصاد. ازدادت المخاوف عندما عانت البلاد من أقسى فصول الشتاء في 1946-1947: تعطّلت أنظمة السكك الحديدية التي تنقل الفحم إلى محطات الطاقة الكهربائية، وأُغلقت المصانع، وعانت نسبة كبيرة من السكان بسبب البرد.

#### التقنين
استمر تقنين الحرب وامتد لأول مرة ليشمل الخبز من أجل إطعام المدنيين الألمان في القطاع البريطاني من ألمانيا المحتلة. حظرت الحكومة خلال الحرب الآيس كريم وقنّنت استهلاك الحلويات مثل الشوكولاتة؛ ظلّت جميع الحلويات مقنّنة حتى عام 1954. كان التقنين مفيدًا للعديد من الفقراء لأن نظامهم الغذائي التمويني كان ذا قيمة غذائية أكبر من نظامهم الغذائي قبل الحرب. رتّبت ربات البيوت لمعارضة التقشف. وحصل المحافظون على الدعم من خلال مهاجمة الاشتراكية والتقشف والتقنين والضوابط الاقتصادية وعادوا إلى السلطة في عام 1951.
تعززت الروح المعنوية بزواج الأميرة إليزابيث من فيليب مونتباتن في عام 1947، والألعاب الأولمبية الصيفية لعام 1948 التي عقدت في لندن. بدأت إعادة الإعمار في لندن ولكن لم يتوفّر التمويل الكافي لتشييد مرافق جديدة.

#### دولة الرفاهية
كانت أهم مبادرات حزب العمال توسيع دولة الرفاهية، وتأسيس هيئة الخدمات الصحية الوطنية وتأميم الفحم والغاز والكهرباء والسكك الحديدية وغيرها من الصناعات الأولية. توسّعت دولة الرفاهية عن طريق قانون التأمين الوطني لعام 1946، الذي اعتمد على نظام الضمان الاجتماعي الشامل الذي أنشئ أصلًا في عام 1911. كان على الأشخاص في سن العمل أن يدفعوا مساهمة أسبوعية (عن طريق شراء طابع) ويحق لهم في المقابل الحصول على مجموعة واسعة من المزايا، بما في ذلك معاشات التقاعد وإعانات الصحة والبطالة والأرامل.
باشرت هيئة الخدمات الصحية الوطنية عملياتها في يوليو 1948. وعدت بتقديم الرعاية الطبية في المشافي مجانًا للجميع دون تمييز مدى الحياة، بغض النظر عن الدخل. استمر حزب العمال في توسيع مجلس الإسكان منخفض التكلفة للفقراء.
واجهت وزارة الخزانة، التي يرأسها مستشار الخزانة هيو دالتون، مشاكل ملحة. خُصّص نصف الاقتصاد في زمن الحرب لتعبئة الجنود والطائرات الحربية والقنابل والذخيرة؛ بدأ الانتقال إلى ميزانية وقت السلم أثناء محاولة السيطرة على التضخم الاقتصادي. كان الحصول على قروض جديدة من الولايات المتحدة وكندا -بدلًا من الإعارة والاستئجار- ضروريًا لدعم ظروف المعيشة.

#### الإسكان
واجهت البلاد نقصًا حادًا في السكن، إذ دمرت الغارات الجوية نصف مليون وحدة سكنية، وأُجّلت عمليات إصلاح الوحدات غير المدمرة وتحسينها. كانت هناك حاجة إلى ثلاثة أرباع مليون مسكن جديد. هدفت الحكومة إلى توفير 300 ألف مسكن سنويًا، مقارنة مع الحد الأقصى لمعدل ما قبل الحرب البالغ 350 ألف. رغم ذلك، جعل النقص في البنّائين والمواد والتمويل التقدم محدودًا. مع عدم احتساب 150 ألف وحدة مؤقتة مسبقة البناء، وصل النقص إلى 1.5 مليون وحدة بحلول عام 1951. حافظ التشريع على إبقاء تكاليف الإيجار منخفضة، لكنه لم يساهم في زيادة عدد المنازل الجديدة. لم يؤمن مشروع المدن الجديدة الطامح وحدات سكنية كافية. جعل المحافظون الإسكان أولوية قصوى وأشرفوا على بناء 2.5 مليون وحدة جديدة، ثُلثين منها بإشراف من المجالس المحلية. لتفادي العجلة التي تغطي على النوعية والسياسة المريبة، تحوّل التركيز باضطراد نحو تجديد المباني القائمة بدلًا من بناء أخرى جديدة. أُزيلت الأحياء الفقيرة، ما مهّد الطريق نحو تحسين المدن الداخلية وتطويرها.